# Meliah Rage
I Meliah Rage sono una band thrash metal statunitense formatasi a Boston nel 1987.

## Storia
La band si formò nel 1987 per volontà del chitarrista Anthony Nichols, nello stesso anno pubblicarono il loro primo demo. L'anno successivo ottennero un contratto con la Epic Records che gli permise di incidere il loro primo album Kill to Survive.
Nel 1989 partirono in tour con i Metal Church, il concerto tenutosi a Detroit fu registrato e successivamente pubblicato come EP dal vivo intitolato Live Kill.
Nel 1990 uscì il secondo album Solitary Solitude, dal quale venne estratto il singolo The Witching per il quale fu girato anche un videoclip.
Successivamente la band rimase senza contratto e dopo alcuni cambi di formazione tornò a pubblicare un nuovo disco solo nel 1996 grazie alla collaborazione con un'etichetta indipendente.
Dopo ulteriori vicissitudini e cambi di line-up nel 2002 arrivò l'accordo con la Screaming Ferret Wreckords che permise al gruppo di pubblicare prima Unfinished Business, disco comprendente materiale registrato nel 1992 e ancora inedito, e poi Barely Human (2004), The Deep And Dreamless Sleep (2006) e  Masquerade (2009).
Nel 2011 il gruppo passa con l'etichetta Metal-on-Metal per la quale incide due album di inediti, Dead To The World e Warrior, e pubblica una raccolta di materiale risalente alla fine degli anni 80 intitolata  Before the Kill.

## Discografia
Album in studio
- 1988 – Kill to Survive
- 1990 – Solitary Solitude
- 1996 – Death Valley Dream
- 2004 – Barely Human
- 2006 – The Deep And Dreamless Sleep
- 2009 – Masquerade
- 2011 – Dead To The World
- 2014 – Warrior

Live
- 1989 – Live Kill

Raccolte
- 2002 – Unfinished Business
- 2015 – Before the Kill

## Formazione

### Formazione attuale
- Marc Lopes – voce (2013-presente)
- Anthony Nichols – chitarra (1987-presente)
- Jim Koury – chitarra (1987-presente)
- Darren Lourie – basso (2006-presente)
- Stuart Dowie – batteria (1987-1992, 2005-presente)

### Ex componenti
- Jesse Johnson – basso (1987-1992, 2003-2006)
- Mike Munro – voce (1987-1992, 1995-2003, 2008-2010)
- Keith Vogele – basso (1992-1995)
- Sully Erna – batteria (1992-1995)
- Bob Mayo – basso (1995-2002)
- Dave Barcos – batteria (1995-2002)
- Barry Spillberg – batteria (2003-2005)
- Paul Souza – voce (2003-2007, 2011)